# Themisonium
Theomisonium (łac. Dioecesis Themisonensis) – stolica historycznej diecezji w Cesarstwie rzymskim,  prowincja Frigia Pacazania, metropolia Laodycea. Współcześnie znajduje się na terenie Turcji. Obecnie katolickie biskupstwo tytularne. Od 2000 tytuł biskupa Themisonium  posiada bp Christian Kratz. 

## Biskupi
| Lp. | Biskup                                 | Funkcja                                          | Od               | Do                   |
| --- | -------------------------------------- | ------------------------------------------------ | ---------------- | -------------------- |
| 1.  | Giovanni Aelen MHM                     | Arcybiskup koadiutor Madrasu (Indie)             | 2 grudnia 1911   | 13 lutego 1922       |
| 2.  | Paweł Jedzink                          | Biskup pomocniczy poznański                      | 30 czerwca 1915  | 31 października 1918 |
| 3.  | Antoine-Pierre-Jean Fourquet MEP       | Wikariusz apostolski Kantonu (Chiny)             | 20 lutego 1923   | 11 kwietnia 1946     |
| 4.  | Pierre Bonneau CSSp                    | Wikariusz apostolski Douali (Kamerun)            | 12 grudnia 1946  | 14 września 1955     |
| 5.  | Tomás Francisco Reilly CSsR            | Prałat San Juan de la Maguana (Dominikana)       | 22 lipca 1956    | 21 listopada 1969    |
| 6.  | Rosendo Huesca Pachuco                 | Biskup pomocniczy Puebla de los Angeles (Meksyk) | 30 lipca 1970    | 28 września 1977     |
| 7.  | Serafino Sprovieri                     | Biskup pomocniczy Catanzaro (Włochy)             | 11 lutego 1978   | 31 lipca 1980        |
| 8.  | Ennio Appignanesi                      | Biskup pomocniczy Lucery (Włochy)                | 20 grudnia 1980  | 15 września 1983     |
| 9.  | Gonzalo Ramiro del Castillo Crespo OCD | Biskup pomocniczy La Paz (Boliwia)               | 3 listopada 1983 | 14 kwietnia 2000     |
| 10. | Christian Kratz                        | Biskup pomocniczy Strasburga (Francja)           | 18 grudnia 2000  |                      |